# NGC 6876
NGC 6876 (również PGC 64447) – galaktyka eliptyczna (E3), znajdująca się w gwiazdozbiorze Pawia. Odkrył ją John Herschel 27 czerwca 1835 roku.